# Galya-patak
A Galya-patak a Mátrában ered, Mátraalmás délkeleti határában, Nógrád vármegyében, mintegy 830 méteres tengerszint feletti magasságban. A patak forrásától kezdve északi irányban halad, majd Nemtinél éri el a Zagyvát.
A Galya-patak vízgazdálkodási szempontból a Zagyva Vízgyűjtő-tervezési alegység működési területét képezi.

## Part menti települések
- Mátraalmás
- Szuha
- Mátramindszent
- Nemti